# القرين (مناخة)

تعديل مصدري - تعديل

القرين هي إحدى قرى عزلة هوزان بمديرية مناخة التابعة لمحافظة صنعاء، بلغ تعداد سكانها 106 نسمة حسب تعداد اليمن لعام 2004.